# Jan Wysoczański
Jan Wysoczański (ur. 15 sierpnia 1949 w Wysocku Wyżnem) – polski przedsiębiorca i samorządowiec, były burmistrz Świebodzic, senator II kadencji (1991–1993).

## Życiorys
W 1984 ukończył studia na Wydziale Prawa Uniwersytetu Wrocławskiego. Pracował w PSS „Społem” w Świebodzicach, a także w świebodzkim oddziale Centralni Materiałów Budowlanych we Wrocławiu. Po powrocie z kilkumiesięcznego pobytu w USA otworzył sklep z artykułami chemicznymi oraz mrożonkami. W 1990 został wybrany na burmistrza Świebodzic z rekomendacji Komitetu Obywatelskiego (reelekcję na to stanowisko uzyskał w 1994). W latach 1991–1993 wykonywał mandat senatora z ramienia Unii Demokratycznej. Zasiadał w Komisji Samorządu Terytorialnego i Administracji Państwowej.
W wyborach w 1998 uzyskał ponownie mandat radnego Świebodzic, jednak na burmistrza wybrano wówczas działacza SD Leszka Gucwę z komitetu „Nasze Świebodzice”. W wyborach w 2002 po raz trzeci został wybrany na burmistrza miasta, wygrywając z Anną Zalewską. W 2003 został skazany na karę dwóch lat pozbawienia wolności z warunkowym zawieszeniem jej wykonania na trzyletni okres próby za handel kradzionymi samochodami, a w 2004 na karę 10 miesięcy z warunkowym zawieszeniem na trzyletni okres próby za przekroczenie uprawnień podczas sprawowania funkcji burmistrza. Radni stwierdzili wygaśnięcie jego pełnomocnictw, jednak w wyniku wyborów uzupełniających w 2004 mieszkańcy powierzyli mu tę funkcję po raz czwarty. Urząd burmistrza sprawował do 2006. Ponownie kandydował w 2014, nie został wtedy wybrany.